# Idioma saa
El sa o saa es un idioma austronesio hablado en el sur de la isla de Pentecostés en Vanuatu que en el año 2000 tuvo 2 500 hablantes.

## Dialectos
El idioma Sa tiene numerosos dialectos sin nombres o fronteras bien establecidos. En una reunión en 2008, los hablantes reconocieron cuatro dialectos principales, con variaciones sub-dialectales y mezclas de distintos dialectos en algunas áreas.
Los dos dialectos centrales son relativamente similares y son generalmente entendidos por todos los hablantes. La mayoría de la escritura y de la búsqueda en Sa se ha llevado a cabo en uno de estos dialectos:
- Un dialecto occidental ("Saa" con un largo a) es hablado en la costa del oeste cerca de Panas, Wali, Panngi y Ranputor.
- Un dialecto oriental ("Sa" con un corto a) es hablado en el sur-este cerca de Ranwas. Una variante de este dialecto con las vocales más largas en palabras se habla en Poinkros en el sur lejano, y ha sido utilizado en las recientes traducciones del Evangelio por la Sociedad de la Biblia.

Hay también dos dialectos periféricos, ambos altamente distintivos y difíciles de entender para los hablantes de otros dialectos:
- Un dialecto del norte ("dialecto F"), caracterizado por la presencia del sonido f, es hablado en el norte de la región, en St Henri (Fatsare), y por algunos en Corrió'gusuksu.  Tiene enlaces cercanos con el vecino idioma Ske y con Doltes, el dialecto extinto del pueblo Hotwata.
- Un dialecto del sur ("Ha"), notable por la sustitución generalizada de s con h, es hablado en Bahía Martelli (Harop) y Londar, y tiene enlaces cercanos con las lenguas de la isla Ambrym.

## Fonología
Las consonantes de Sa incluyen b, d, g, h, k, l, m, n, ng, p, r, s, t y w. En la mayoría de los dialectos hay también j (ocasionalmente escrito "ts"), el cual es aparentemente un alófono de t encontrado antes de las vocales i y u aunque los hablantes lo consideran por separado. La mayoría de los hablantes también usa las labiovelares bw, mw y pw, aunque para algunos hablantes de los dialectos periféricos estos son indistinguibles de las consonantes normales b, m y p. Además de estas consonantes, el dialecto del norte tiene una f bilabial. En este dialecto, s puede ser pronunciado como el inglés sh.
Además de las cinco vocaleses estándares (a, e, i, o y u), está generalmente creído que el idioma tiene las mid-vocales altas ê (intermedio entre e y i) y ô (intermedio entre o y u). No todos los autores han reconocido estas vocales adicionales, pero fueron aceptadas por profesores locales de alfabetización vernácula y son utilizadas en las traducciones del Evangelio por la Sociedad de la Biblia. Las vocales están distinguidas para longitud, con vocales largas (aa, ee, etc.).

## Gramática
El orden básico de palabras en Sa es sujeto verbo objeto.

### Pronombres
Los pronombres personales son distinguidos por la persona y el número. No son distinguidos por el género. Con una excepción, los pronombres de sujeto y de objeto son idénticos.
Los pronombres singulares y plurales son como sigue:
| Persona                           | Sa                   | Español                                |
| --------------------------------- | -------------------- | -------------------------------------- |
| 1ª persona del singular           | nê                   | yo / me                                |
| 2ª persona del singular           | êk (o por el sujeto) | tú / te                                |
| 3ª persona del singular           | i                    | él / ella / le / la / lo               |
| 1ª persona del plural (inclusivo) | kê(t)                | nosotros / nosotras / nos (tú y yo)    |
| 1ª persona del plural (exclusivo) | gema                 | nosotros / nosotras / nos (yo y otros) |
| 2ª persona del plural             | gimi                 | vosotros / vosotras / os               |
| 3ª persona del plural             | êr                   | ellos / ellas / les                    |

Además, hay pronombres duales, los cuales incorporan la partícula kô, y pronombres paucales (refiriendo a un número pequeño de personas), los cuales incorporan la partícula têl o pat.

### Sustantivos
Sustantivos en Sa no es precedido por artículos. La pluralidad está indicada por el pronombre êr ("les") o un número después del sustantivo.
Los sustantivos pueden ser o libres o directamente poseídos. Los sustantivos directamente poseídos están seguidos o por un sufijo o por un sustantivo que indica a quien un elemento pertenece. Por ejemplo:
sêk = Mi nombre
sêm = Tu nombre
sên = Su nombre
sê temak = El nombre de mi padre
Los sufijos posesivos son como sigue:
| Persona                             | Sa   | Español                  |
| ----------------------------------- | ---- | ------------------------ |
| 1ª persona del singular             | -k   | mío                      |
| 2ª persona del singular             | -m   | tuyo                     |
| 3ª persona del singular (humano)    | -n   | suyo                     |
| 3ª persona del singular (no humano) | -tê  | suyo                     |
| 1ª persona del plural (inclusive)   | -kêt | nuestro (mío y al otros) |
| 1ª persona del plural (exclusivo)   | -gma | nuestro (mío y al otros) |
| 2ª persona del plural               | -gmi | vuestro                  |
| 3ª persona del plural               | -r   | suyo (plural)            |

La posesión también puede ser indicada por el uso de la palabra na- "de" (o a- en el caso de elementos alimentarios), seguido o por un sufijo posesivo o por el nombre del poseedor:
nak ôl = mi coco (pertenencia)
nam ôl = tu coco (pertenencia)
nan ôl = su coco (pertenencia)
ôl na selak = el coco de mi hermano (pertenencia)
ak ôl = mi coco (para comer)
am ôl = tu coco (para comer)
an ôl = su coco (para comer)
Un verbo puede ser convertido a un sustantivo por la adición del sufijo -an:
wêl = bailar
wêlan = un baile
Los modificadores generalmente vienen después de un sustantivo:
ere = pueblo
ere lêp = grande pueblo

### Verbos
Verbos en Sa son normalmente (aunque no siempre) precedido por marcadores de verbo que indican el tiempo, el aspecto y el humor de la acción.
En las declaraciones positivas el marcador es m-, ma-, mwa-, me- o una variante (dependiendo del dialecto, del verbo y del entorno). El pasado y el presente no son explícitamente distinguidos:
nê mlos = baño /  bañé
nê marngo = oigo /  oí
En las declaraciones negativas este marcador está reemplazado con taa- o una variante:
nê taalos = no baño / no bañé
nê taarngo = no oigo / no oí
Estos marcadores pueden ser combinados con un marcador futuro t o te:
nê met los =  bañaré
nê meterngo = oiré
nê taat los = no bañaré
nê taaterngo = no oiré
En el imperativo, se usa el marcador futuro sin otro marcador:
O tlos! = [Tú] baña!
O terngo! = [Tú] escucha!
Las declaraciones hipotéticas incluyen una partícula po:
nê metpo los = tendría que bañar
Las acciones completadas están indicadas utilizando tê:
nê mlos tê =  Ya bañé
El sujeto puede ser omitido, como en el segundo ejemplo abajo:
i meterngo = él lo oirá
meterngo = será oído
Los verbos transitivos e intransitivos están distinguidos, con nê al final del verbo:
êr rôs = mueven
êr rôsnê at =  mueven la piedra

## Ejemplos de frases
| Español              | Dialectos centrales (Panngi, Ranwas, Bunlap) | Dialecto del norte (Fatsare) | Dialecto del sur (Bahía Martelli) |
| -------------------- | -------------------------------------------- | ---------------------------- | --------------------------------- |
| ¿Adónde estás yendo? | O metea bê?                                  | O mfa Ser?                   | O metea Ser?                      |
| Estoy yendo a...     | Nê metea...                                  | Nê mfa...                    | Nê metea...                       |
| ¿De dónde vienes?    | O mamra bê?                                  | O mamra Ser?                 | O mamra Ser?                      |
| Vengo de...          | Nê mamra...                                  | Nê mamra...                  | Nê mamra...                       |
| ¿Cuál es tu nombre?  | Sêm Ser sê?                                  | Sêm Ser sê?                  | Hêm Ser hê?                       |
| Mi nombre es...      | Sêk Ser...                                   | Sêk Ser...                   | Hêk Ser...                        |
| ¿Cuánto?/ ¿Cuántos?  | Beês?                                        | Befês?                       | Beêh?                             |
| Uno                  | (Ser)su                                      | shuf                         | hu                                |
| Dos                  | (Ser)ru                                      | (Ser)ru                      | (Ser)ru                           |
| Tres                 | (Ser)têl                                     | (Ser)jil                     | (Ser)têl                          |
| Cuatro               | (Ser)êt                                      | (Ser)fêt                     | (Ser)êt                           |
| Cinco                | (Ser)lim                                     | (Ser)lim                     | (Ser)lim                          |
| Es justo bien        | Yo mbetô nga                                 | Yo mbetô nga                 | Yo mbetu nga                      |

## Fuente
- Esta obra contiene una traducción  derivada de «Saa language» de Wikipedia en inglés, concretamente de esta versión, publicada por sus editores bajo la Licencia de documentación libre de GNU y la Licencia Creative Commons Atribución-CompartirIgual 4.0 Internacional.

- Datos: Q3460352